# کازوکی آبه
کازوکی آبه (ژاپنی: 阿部 一樹؛ زادهٔ ۱۸ آوریل ۱۹۸۷) یک بازیکن فوتبال اهل ژاپن است.
از باشگاه‌هایی که در آن بازی کرده‌است می‌توان به باشگاه فوتبال اهیمه، باشگاه فوتبال توکوشیما ورتیس و باشگاه فوتبال سرزو اوساکا اشاره کرد.